# Anaglyptus mysticus
Anaglyptus mysticus (српски назив: тамна осолика стрижибуба) је врста инсекта из реда тврдокрилаца (Coleoptera) и породице стрижибуба (Cerambycidae).Сврстана је у потпородицу Cerambycinae.

## Распрострањеност
Врста је честа у Европи, насељава већину европских земаља.

## Опис
Глава и пронотум су црни, покрилца су са тракастим шарама, сиве или беле боје. Базални део елитрона је црвенкастобраон боје са потпуно црним апикалним делом. Ноге су црне, тарзуси делимично црвенкасто браон. Антене црне или црвенкасто браон боје, средње дужине. Дужина тела је 6-14 мм. 

## Биологија
Одрасле јединке се срећу од априла до јула. Животни циклус траје 2-3 године. Ларве живе у у сувим, тањим стаблима и гранама. Одрасле јединке се налазе на цвећу. Живе на различитим биљним врстама: јови, јавору, букви, лески, грабу, глогу, дафини, ружи, храсту, багрему, липи, зови, ораху и бресту.

## Синоними
- Leptura mystica Linnaeus, 1758
- Callidium mysticum (Linnaeus, 1758)
- Clytus mysticus (Linnaeus, 1758)
- Stenocorus germaniae Voet, 1806

## Степен заштите
Anaglyptus mysticus је на Европској црвеној листи сапроксилних тврдокрилаца.